# Tučekit
Tučekit (auch Tucekit) ist ein selten vorkommendes Mineral aus der Mineralklasse der „Sulfide und Sulfosalze“ mit der chemischen Zusammensetzung Ni9Sb2S8 und damit chemisch gesehen ein Nickel-Antimon-Sulfid.
Tučekit kristallisiert im tetragonalen Kristallsystem, konnte bisher jedoch nur in Form mikroskopisch kleiner, unregelmäßiger Körner bis etwa 20 μm Größe sowie als Einschlüsse in oder als Randbildung an anderen Mineralen gefunden werden. Das Mineral ist in jeder Form undurchsichtig (opak) und zeigt auf der Oberfläche der hellmessinggelben (auf polierten Flächen auch bräunlichgelben) Körner einen metallischen Glanz.

## Etymologie und Geschichte
Entdeckt wurde Tučekit erstmals in den archaischen Chlorit-Schiefern bei Kanowna in Westaustralien. Die Erstbeschreibung erfolgte 1978 durch J. Just und C. E. Feather, die das Mineral nach Karel Tuček (1906–1990), einem ehemaligen Kurator des Nationalmuseums von Tschechien in Prag benannten.
Das Typmaterial des Minerals wird in der Mineralogischen Sammlung der Mines ParisTech (englisch Ecole Nationale Supérieure des Mines) in Paris (Frankreich), der Sammlung des Melbourne Museum (ehemals Museum of Victoria) in Australien unter der Katalog-Nr. M34248 (HT) und der Sammlung des National Museum of Natural History in Washington, D.C. (USA) unter den Katalog-Nr. 146921 und 146920 aufbewahrt.

## Klassifikation
Da der Tučekit erst 1975 als eigenständiges Mineral anerkannt und dies erst 1978 publiziert wurde, ist er in der seit 1977 veralteten 8. Auflage der Mineralsystematik nach Strunz noch nicht verzeichnet. Einzig im Lapis-Mineralienverzeichnis nach Stefan Weiß, das sich aus Rücksicht auf private Sammler und institutionelle Sammlungen noch nach dieser alten Form der Systematik von Karl Hugo Strunz richtet, erhielt das Mineral die System- und Mineral-Nr. II/B.15-10. In der „Lapis-Systematik“ entspricht dies der Klasse der „Sulfide und Sulfosalze“ und dort der Abteilung „Sulfide, Selenide und Telluride mit [dem Stoffmengenverhältnis] Metall : S,Se,Te > 1 : 1“, wo Tučekit (hier: Tucekit) zusammen mit Hauchecornit, Arsenohauchecornit, Tellurohauchecornit, Bismutohauchecornit die „Hauchecornit-Gruppe“ bildet (Stand 2018).
Die seit 2001 gültige und von der International Mineralogical Association (IMA) bis 2009 aktualisierte 9. Auflage der Strunz’schen Mineralsystematik ordnet den Tučekit in die etwas präziser definierte Abteilung der „Metallsulfide, M : S > 1 : 1 (hauptsächlich 2 : 1)“ ein. Diese ist allerdings weiter unterteilt nach den in der Verbindung vorherrschenden Metallen, so dass das Mineral entsprechend seiner Zusammensetzung in der Unterabteilung „mit Nickel (Ni)“ zu finden ist, wo es ebenfalls zusammen mit Arsenohauchecornit, Bismutohauchecornit, Hauchecornit und Tellurohauchecornit die „Hauchecornitgruppe“ mit der System-Nr. 2.BB.10 bildet.
Auch die vorwiegend im englischen Sprachraum gebräuchliche Systematik der Minerale nach Dana ordnet den Tučekit in die Klasse der „Sulfide und Sulfosalze“ und dort in die Abteilung der „Sulfidminerale“ ein. Hier ist er in der „Hauchecornitgruppe, komplexe Nickelsulfide (Tetragonal: P4/nnn oder I4/mmm)“ mit der System-Nr. 03.02.05 innerhalb der Unterabteilung „Sulfosalze mit dem Verhältnis z/y = 4 und der Zusammensetzung (A+)i (A2+)j [ByCz], A = Metalle, B = Halbmetalle, C = Nichtmetalle“ zu finden.

## Chemismus
Der idealen (theoretischen) chemischen Zusammensetzung von Tučekit (Ni9Sb2S8) zufolge besteht die Verbindung aus 51,37 % Nickel (Ni), 23,68 % Antimon (Sb) und 24,95 % Schwefel (S).
Mikrosondenanalysen des Typmaterials aus Kanowna (Westaustralien) ergaben neben 47,34 % Ni, 21,62 % Sb und 25,19 % S zusätzliche Gehalte von 3,61 % Eisen (Fe), 1,06 % Cobalt (Co) und 0,86 % Arsen (As) sowie 1,84 % Bismut (Bi) und 0,30 % Tellur, die einen entsprechenden Anteil des Nickels beziehungsweise Antimons ersetzen. Auf der Grundlage von acht Schwefelatomen ergibt sich die empirische Zusammensetzung (Ni8,21Fe0,66Co0,18)Σ=9,05(Sb1,81As0,12Bi0,09Te0,02)Σ=2,04S8,00, die zu (Ni,Fe,Co)9,05(Sb,Bi,Te)1,00(Sb,As)1,04S8 idealisiert wurde.
Weitere Analysen von Tučekitproben vom Witwatersrand in Südafrika ergaben eine ähnliche Zusammensetzung von 47,8 % Ni, 21,87 % Sb und 25,13 % S sowie 3,75 % Fe, 1,34 % As und 1,02 % Bi, was mit der empirischen Formel (Ni8,31Fe0,69)Σ=9,00(Sb1,83As0,18Bi0,05)Σ=2,06S8,00 korrespondiert.

## Kristallstruktur
Tučekit kristallisiert isotyp mit Hauchecornit im tetragonalen Kristallsystem in der Raumgruppe P4/mmm (Raumgruppen-Nr. 123) mit den Gitterparametern a = 7,17 und c = 5,40 Å sowie einer Formeleinheit pro Elementarzelle.

## Bildung und Fundorte
Tučekit bildet sich durch hydrothermale Vorgänge in nickelreichen Erzgängen. An seiner Typlokalität, dem Kanowna-Goldfeld etwa 25 km nordöstlich von Kalgoorlie in Westaustralien, fand sich das Mineral dabei in Paragenese mit Chalkopyrit, Gersdorffit, Magnetit, Millerit, Pentlandit und Pyrit sowie supergenen (sekundären) Polydymit.
Als seltene Mineralbildung konnte Tučekit nur an wenigen Orten weltweit nachgewiesen werden, wobei bisher rund 20 Fundorte dokumentiert sind (Stand 2020). Mit der Kupfergrube „Whim Creek“ bei Karratha City (ehemals Roebourne Shire) ist dabei bisher nur ein weiterer Fundort in Australien bekannt.
In Deutschland fand sich das Mineral bisher nur in Nordrhein-Westfalen, genauer in den ehemaligen Gruben Stahlberg bei Müsen, Schnellenberg nahe Beienbach, Jakobskrone und Kronewald bei Achenbach (Siegen), Brüderbund bei Eiserfeld und Adler nahe Siegen-Eisern im Siegerländer Erzrevier (Kreis Siegen-Wittgenstein).
Der bisher einzige bekannte Fundort in Österreich ist eine metamorph gebildete Mangan-Lagerstätte nahe der Gemeinde Dürnstein in der Steiermark. In der Schweiz ist mit der ehemaligen „Mine de Grand-Praz“, einem aufgelassenen Bergwerk mit Cu-Ni-Bi-As-Vererzungen bei Ayer im Kanton Wallis bisher ebenfalls nur ein einziger Fundort für Tučekit bekannt.
In Südafrika konnte Tučekit außer in der Goldlagerstätte am Witwatersrand und dem Goldbergwerk Vaal Reef bei Klerksdorp in der Provinz Nordwest, wo das Mineral mit Dyskrasit, Geversit, Michenerit, Stibnit, Stibiopalladinit, Sudburyit und Tetraedrit vergesellschaftet auftrat, noch in der „Western Deep Levels 1 Mine“ und allgemein im Distrikt West Rand in der Provinz Gauteng gefunden werden.
In den Mineralproben aus dem Vozhmin-Massiv (auch Vozhma-Massiv; russisch: Вожминского массива) mit serpentinisiertem Wehrlit und Olivinit in der zu Finnland gehörenden Landschaft Nordkarelien an der Grenze zu Russland traten als weitere Paragenesen noch Cobaltit, Geversit, Heazlewoodit, Maucherit, Melonit, Nickelin, gediegen Kupfer und Silber sowie als Typmineral Vozhminit hinzu.
Weiterhin wurde Tučekit noch in Frankreich, im Vereinigten Königreich und in der Ukraine entdeckt. Ein möglicher Fundort in der ehemaligen Mangangrube Hirogawara in der Präfektur Saitama auf der japanischen Insel Honshū ist fraglich und konnte bisher nicht bestätigt werden.

## Verwendung
Aufgrund seiner Seltenheit ist Tučekit als Nickelerz nicht von Bedeutung. Stufen des Minerals sind ausschließlich bei Sammlern begehrt.